# شهرستان کدی
شهرستان کدی (به لاتین: Kadey) یک منطقهٔ مسکونی در کامرون است که در منطقه شرق (کامرون) واقع شده‌است. شهرستان کدی ۱۵٬۸۸۴ کیلومتر مربع مساحت و ۱۹۲٬۹۲۷ نفر جمعیت دارد.